# Barwick-in-Elmet
Pour les articles homonymes, voir Barwick et Elmet.
Barwick-in-Elmet est un village du Yorkshire de l'Ouest, en Angleterre. Il est situé à une dizaine de kilomètres à l'est du centre de la ville de Leeds. Administrativement, il forme la paroisse civile de « Barwick in Elmet and Scholes » avec le village voisin de Scholes, dans le district de la Cité de Leeds.